# Antocha (Antocha) prolixistyla
Antocha (Antocha) prolixistyla is een tweevleugelige uit de familie steltmuggen (Limoniidae). De soort komt voor in het Oriëntaals gebied.